# ريتشارد ييتس (سياسي)
ريتشارد ييتس (بالإنجليزية: Richard Yates)‏ هو محامي وسياسي أمريكي، ولد في 18 يناير 1815 في وارسو في الولايات المتحدة، وتوفي في 27 نوفمبر 1873 في سانت لويس في الولايات المتحدة. نشط حزبياً في الحزب الجمهوري وحزب اليمين.

## مناصب
- انتخب عضو مجلس نواب إلينوي.
- انتخب حاكم إلينوي [الإنجليزية]‏ (14 يناير 1861 – 16 يناير 1865).
- انتخب عضو مجلس النواب الأمريكي.
- انتخب عضو مجلس الشيوخ الأمريكي.